# Ernesto Duchini
Ernesto Emilio Duchini (ur. 10 listopada 1910 w Buenos Aires  – zm. 19 marca 2006) – argentyński piłkarz, grający podczas kariery na pozycji obrońcy.

## Kariera klubowa
Ernesto Duchini podczas piłkarskiej kariery występował w stołecznej Chacaricie Juniors. W lidze argentyńskiej rozegrał 154 spotkania, w których zdobył 6 bramek.

## Kariera trenerska
Duchini po zakończeniu kariery piłkarskiej został trenerem. W latach 1939–1943 trenował Chacaritę Juniors. Potem szkolił młodzież w San Lorenzo, Racingu Club, River Plate czy Independiente. W 1954 został trenerem w młodzieżowj reprezentacji Argentyny.
W 1960 prowadził reprezentacje w Igrzyskach Olimpijskich w Rzymie. Na turnieju we Włoszech Argentyna odpadła w fazie grupowej. 4 lata później prowadził reprezentację w Igrzyskach Olimpijskich w Tokio. Argentyna podobnie jak na IO w Rzymie odpadła w fazie grupowej. W latach 1974–1994 pracował w AFA w wydziale odpowiedzialnym za piłkę młodzieżową. W 1979 był w sztabie szkoleniowym reprezentacji U-20 na Młodzieżowe Mistrzostwa Świata, które Argentyna wygrała.